# Pontével
Pontével ist eine Kleinstadt (Vila) und Gemeinde (Freguesia) im mittleren Portugal.

## Geschichte
Ausgrabungen belegen eine vorgeschichtliche Besiedlung. In römischer Zeit querte die Römerstraße von Olisipo (Lissabon) nach Scalabis Castro (Santarém) das heutige Gemeindegebiet.
Die heutige Ortschaft entstand im Verlauf der Siedlungspolitik während und nach der Reconquista. So gab Portugals erster König D. Afonso Henriques das Gebiet dem Malteserorden, nach der Eroberung von Santarém von den Mauren. Sein Nachfolger, König D. Sancho I. gab Pontével 1194 seine ersten Stadtrechte, die er 1195 erneuerte, bevor König D. Afonso II. sie 1218 nochmals erneuerte.
Seine exponierte geografische Lage machte den Ort zum Durchgangsort und Treffpunkt bedeutender Politiker und Persönlichkeiten. So hielt sich hier die Königin Elisabeth von Portugal auf, Nuno Álvares Pereira entschied sich hier für die Parteinahme auf Seiten des späteren Königs D. João I., und Christoph Kolumbus übernachtete hier auf seinem Weg nach Santarém und weiter nach Spanien, nachdem ihm König D. João II. die Unterstützung für seine Expedition westwärts nach Indien verweigert hatte. 1449 trafen hier zudem der junge König D. Afonso V. und der Graf Conde de Abranches mit ihren Heeren zusammen, bevor sie den nicht abgetretenen König D. Pedro in der Schlacht von Alfarrobeira (bei Vialonga) besiegten.
1991 wurde Pontével zur Vila (Kleinstadt) erhoben.
| Bevölkerungsentwicklung der Gemeinde Pontével (1864–2011) | Bevölkerungsentwicklung der Gemeinde Pontével (1864–2011) | Bevölkerungsentwicklung der Gemeinde Pontével (1864–2011) | Bevölkerungsentwicklung der Gemeinde Pontével (1864–2011) | Bevölkerungsentwicklung der Gemeinde Pontével (1864–2011) | Bevölkerungsentwicklung der Gemeinde Pontével (1864–2011) | Bevölkerungsentwicklung der Gemeinde Pontével (1864–2011) | Bevölkerungsentwicklung der Gemeinde Pontével (1864–2011) | Bevölkerungsentwicklung der Gemeinde Pontével (1864–2011) | Bevölkerungsentwicklung der Gemeinde Pontével (1864–2011) | Bevölkerungsentwicklung der Gemeinde Pontével (1864–2011) | Bevölkerungsentwicklung der Gemeinde Pontével (1864–2011) | Bevölkerungsentwicklung der Gemeinde Pontével (1864–2011) | Bevölkerungsentwicklung der Gemeinde Pontével (1864–2011) | Bevölkerungsentwicklung der Gemeinde Pontével (1864–2011) |
| --------------------------------------------------------- | --------------------------------------------------------- | --------------------------------------------------------- | --------------------------------------------------------- | --------------------------------------------------------- | --------------------------------------------------------- | --------------------------------------------------------- | --------------------------------------------------------- | --------------------------------------------------------- | --------------------------------------------------------- | --------------------------------------------------------- | --------------------------------------------------------- | --------------------------------------------------------- | --------------------------------------------------------- | --------------------------------------------------------- |
| 1864                                                      | 1878                                                      | 1890                                                      | 1900                                                      | 1911                                                      | 1920                                                      | 1930                                                      | 1940                                                      | 1950                                                      | 1960                                                      | 1970                                                      | 1981                                                      | 1991                                                      | 2001                                                      | 2011                                                      |
| 1 633                                                     | 1 895                                                     | 2 264                                                     | 2 705                                                     | 3 319                                                     | 3 737                                                     | 4 424                                                     | 4 566                                                     | 4 990                                                     | 5 113                                                     | 5 148                                                     | 6 448                                                     | 4 366                                                     | 4 399                                                     | 4 614                                                     |

## Verwaltung

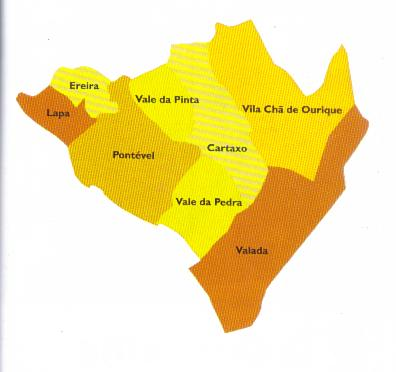
Lage der Gemeinde Pontével im Kreis Cartaxo

Pontével ist Sitz einer gleichnamigen Gemeinde (Freguesia) im Kreis (Concelho) von Cartaxo im Distrikt Santarém. In ihr leben 4360 Einwohner auf einer Fläche von 28 km² (Stand 19. April 2021).
Folgende Ortschaften, Orte und Landgüter liegen in der Gemeinde:
| - Capeludos - Casal Branco - Casais da Lapa - Casais da Amendoeira - Casais da Charneca - Casal da Comenda - Casal da Falagueira - Casais da Lagoa - Casais das Areias - Casais das Galveias - Casais de Alcaria | - Casais do Latagão - Casais dos Lagartos - Casais dos Telégrafos - Casais Vale de Água - Casal dos Luízes - Casal Seixal - Cruz do Campo - Pero Rego - Pontével - Vale da Zebra - Vale de Choupos |

## Persönlichkeiten
- Ramiro Martins (* 1941), Radrennfahrer
- Marco Chagas (* 1956), Radrennfahrer
- Duarte Fernandes (* 2002), Leichtathlet